# 中嶋涼子
中嶋 涼子（なかじま りょうこ、1986年7月16日 - ）は、日本のインフルエンサー、タレント。

## 来歴
東京都大田区出身。小学校3年時の9歳で脚が不動となり横断性脊髄炎と診断され、以後車いすで生活する。当初は引きこもり気味だったが、映画『タイタニック』を観て積極的に外出するようになる。
映画製作が夢となり、2005年に高校を卒業してアメリカへ留学する。当地でバリアフリーに恵まれて生活し、2007年にエルカミーノカレッジ、2011年に南カリフォルニア大学映画学部を、それぞれを卒業した。
帰国後は通訳と翻訳を務め、2016年からFOXネットワークスで映像エディターとして勤務する。2017年にFOXを退社して「車いすインフルエンサー」として活動し、日本で障碍者と健常者の垣根をなくすべく「バリアフリー」を発信する。
2021年9月5日東京パラリンピック閉会式に出演した。

## 発言・発信
「障害者の常識をぶち壊す」をモットーに発言する。SNSのプロフィールに「ちょっとクレイジーな車椅子インフルエンサー」と記す。

### UD
「UD」は「うんこデイ」の略で「排便の日」を指す。へそから下の感覚が無く排便障害で、3日毎に下剤を服用して排便の日を設けて「下剤の日」「うんこデイ」と自称したが、他者へ伝えることを考慮して「UD」とした。「UD」は周囲の抵抗感が軽減されるため、積極的に広めたい。テレビ出演時「UD」に好意的な反響があった。

### 積極的行動と発信
車いすで生活すると娯楽施設や交通機関など利用が制限されて嫌なことも多いが、積極的な行動を継続して「こういう人もいること」を多くの人に知ってもらうことが大事で、その結果、周囲の対応や施設設備など「ちょっとずつでも変えていけたら」と考えている。

### メディア出演
当初障害を有する女子向けフリーペーパーの読者モデルとしてスカウトされ、「会社に勤める障害者」としてテレビ出演すると発信が楽しくなり、会社を辞めて発信活動に専念する。一寸先は闇かもしれないので「のちに後悔しないように、今を楽しもう、全力で生きよう」と発信して「みんなにも楽しく過ごしてほしい」と考えている。

### 障害者の理想像
障害の有無を忘れる環境を理想とする。多目的トイレの普及や段差解消など、障害者だけでなく高齢者や子供連れなどすべての人に優しい環境になって欲しい。人間関係では健常者も障害者も「壁」を意識しない関係を築けたらと考える。

## 出演

### テレビ
- 『ビビット』（TBS、2018年5月、2019年7月）
- 『ハートネットTVB面談義』（Eテレ、2018年6月 - 、準レギュラー）
- 『Journeys in Japan/Nanyo: From Wheels to Wings』（NHKワールド JAPAN/NHK BS1、2019年12月）
- 『TOKYO応援宣言』（テレビ朝日系列、2019年12月）
- 『Wの悲喜劇 #86 公開収録SP「“普通”ってナニ?」前編』（abemaTV、2019年12月）
- 『モーニングCROSS』（TOKYO MX、2020年1月-、準レギュラー出演）
- BS1スペシャル『もう一つの「37セカンズ」～車椅子女子の挑戦～』（NHK BS1、2020年2月）

### ネット番組
- 『ホウドウキョク24』（2017年8月）
- 『Wの悲喜劇』（abemaTV、2019年2月）
- 『The UPDATE 「東京パラリンピックは熱狂を生むのか？」』（NewsPicks、2019年8月）
- 『パラトリテレビ』（YouTube番組、2020年8月-2020年11月、ナビゲーター出演）

### 映画
- 『37セカンズ』（2020年/出演・制作）
- ファーストミッション（©2022 疾風企画/ファーストミッション実行委員会、2022年5月） - 安室涼 役

### ドラマ
- 『カイルとリョーコ』（Amazon Prime Video、2020年9月 - 、レギュラー出演）

### ラジオ
- 『山形純菜 プレシャスサンデー』（TBSラジオ、2020年2月）

### イベント
- 『2020年東京パラリンピックの閉会式』（2021年9月5日）